# مقاطعة تشارلستون (كارولينا الجنوبية)
مقاطعة تشارلستون هي مقاطعة في كارولينا الجنوبية، تتبع كارولاينا الجنوبية، بلغ عدد سكانها 350٬209  نسمة، في 2010، عاصمتها تشارلستون، كارولاينا الجنوبية، تبلغ مساحتها 3٬517 كيلومتر مربع.

## التقسيمات الإدارية
- تشارلستون، كارولاينا الجنوبية.

## أعلام
- إسحاق نيوتن فيلبس ستوكس
- جون هنري دفريوإكس
- وليام واشنطن